# Амблвил (Долина Оазе)
Амблвил (фр. Ambleville)) је насељено место у Француској у региону Париски регион, у департману Долина Оазе.
По подацима из 2011. године у општини је живело 424 становника, а густина насељености је износила 53,27 становника/km².

## Демографија
| 1962. | 1968. | 1975. | 1982. | 1990. | 2011. |
| ----- | ----- | ----- | ----- | ----- | ----- |
| 338   | 326   | 317   | 339   | 319   | 424   |